# Przeciwko kurestwu i upadkowi zasad
Przeciwko kurestwu i upadkowi zasad – album polskiej grupy muzycznej Firma. Wydawnictwo ukazało się 8 października 2008 roku nakładem wytwórni muzycznej Rockers Publishing. Do utworów: „Po tej samej stronie”, „Reprezentuję JP” oraz „Przeciwko kurestwu i upadkowi zasad” zostały nagrane teledyski.

## Lista utworów
1. „Po tej samej stronie”
2. „Przeciwko kurestwu i upadkowi zasad” (gośc.: Hemp Gru)
3. „Chcesz czy nie” (gościnnie: Juras)
4. „Brat II”
5. „Fałszywe dziwki”
6. „Powiedz im, że...” (gościnnie: Leetal)
7. „Króla Kraka gród”
8. „Idę bandą, lecę łukiem” (gośc.: Komplex, Orion, Berezin)
9. „Nie tak powinno być”
10. „Gdy życie doświadcza to o wenę nie trudno”
11. „Uliczne brzmienie” (gościnnie: Kultama)
12. „Zamieszanie rośnie”
13. „Nie nudź się” (gościnnie: Parol, Szajka)
14. „Zamiast szukać podziałów, lepiej się jednoczyć”
15. „Wyprawa nocna III”
16. „Reprezentuję JP II”
17. „Brat II (Remix)”
18. „Uliczny dramat” – utwór dodatkowy (gościnnie: Berezin)